# Leopold Hofmann (football)
Pour les articles homonymes, voir Hofmann.
Leopold Hofmann (né le 31 octobre 1905 à Vienne en Autriche-Hongrie et mort le 9 janvier 1976 dans la même ville) était un joueur de football international autrichien qui évoluait en tant que défenseur.

## Biographie
Durant sa carrière de club, il n'évolue que dans un seul club, le First Vienna FC, un des nombreux clubs de la capitale autrichienne.
Au niveau international, il évolue de 1925 à 1934 avec l'équipe d'Autriche. Il est sélectionné par l'entraîneur autrichien Hugo Meisl pour participer à la coupe du monde 1934 en Italie.